# Liste der Kulturdenkmäler in Hirzenhain
Die folgende Liste enthält die in der Denkmaltopographie ausgewiesenen Kulturdenkmäler auf dem Gebiet  der Gemeinde Hirzenhain, Wetteraukreis, Hessen.
Hinweis: Die Reihenfolge der Denkmäler in dieser Liste orientiert sich zunächst an Ortsteilen und anschließend der Anschrift, alternativ ist sie auch nach der Bezeichnung oder der Bauzeit sortierbar.
Kulturdenkmäler werden fortlaufend im Denkmalverzeichnis des Landes Hessen durch das Landesamt für Denkmalpflege Hessen auf Basis des Hessischen Denkmalschutzgesetzes (HDSchG) geführt. Die Schutzwürdigkeit eines Kulturdenkmals hängt nicht von der Eintragung in das Denkmalverzeichnis des Landes Hessen oder der Veröffentlichung in der Denkmaltopographie ab.

## Glashütten
| Bild            | Bezeichnung                             | Lage                                                                   | Beschreibung | Bauzeit                | Objekt-Nr. |
| --------------- | --------------------------------------- | ---------------------------------------------------------------------- | --- | ---------------------- | ---------- |
| Bild gesucht BW | Gesamtanlage (Glashütten)               | Lage                                                                   | Die Gesamtanlage umfasst ein Ensemble von Einhäusern und Hakenhofreiten des 18. und 19. Jhs., die sich entlang der gewundenen Schulstraße aufreihen und in ihrem Wechsel von Fachwerk, Schindeln und Schiefer ein reizvolles, charakteristisches Ortsbild ergeben. |                        | 2728 DDB   |
| Bild gesucht BW | Kleiner Fachwerkhof (Glashütten)        | Großer Wiesenweg 2 LageFlur: 1, Flurstück: 84                          | Kleiner Fachwerkhof auf unregelmäßigem Grundriss am Knie der Straße gelegen. Das Wohnhaus verplattet, jedoch anhand der Proportionen und Geschoßüberstände frühes Zierfachwerk der Zeit um 1700 zu erwarten.                                                       | um 1700                | 2729 DDB   |
| Bild gesucht BW | Ehemaliger Einhaushof (Glashütten)      | Hauptstraße 16 LageFlur: 1, Flurstück: 104/2                           | Längsgestreckter Wohnteil eines ehemaligen Einhaushofes. Gutes barockes Fachwerk mit weit gespreizten Wilde Mann-Formen. Der Bau hat eine wichtige Funktion im Ortsbild.                                                                                           |                        | 2730 DDB   |
| Bild gesucht BW | Breitgelagerter Einhaushof (Glashütten) | Schulstraße 9 LageFlur: 1, Flurstück: 74                               | Breitgelagerter Einhaushof am Beginn des alten Dorfkerns. Bis auf Fenstereinbrüche sehr gut erhaltenes Beispiel des Einhauses aus dem hohen Vogelsberg. Entstanden im 18. Jh. Wohnteil verschindelt, Scheune freiliegend. Kleines Stallgebäude später angebaut.    |                        | 2731 DDB   |
| Bild gesucht BW | Schule (Glashütten)                     | Schulstraße 23 LageFlur: 1, Flurstück: 39/1                            | Die Straßengabelung beherrschender Schulbau im Heimatstil. Orientiert am Wetterauer Haus, nur in größeren Proportionen mit Geschoßüberständen. Erbaut um 1910 von der Darmstädter Großherzoglichen Verwaltung.                                                     | um 1910                | 2732 DDB   |
| Bild gesucht BW | Vorratskeller (Glashütten)              | Hauptstraße und Streithainer Straße 2 LageFlur: 1, Flurstück: 131, 130 | Zwei Vorratskeller an der Aufmündung der Hauptstraße auf die Streithainer Straße. Einfache, durch Eingraben bzw. Aufschütten gewonnene Anlagen mit Sandsteingewände im Zugang. Entstanden im 1. Drittel des 19. Jahrhunderts.                                      | Beginn 19. Jahrhundert | 2733 DDB   |

## Hirzenhain
| Bild                                                | Bezeichnung                                                           | Lage                                                         | Beschreibung | Bauzeit               | Objekt-Nr. |
| --------------------------------------------------- | --------------------------------------------------------------------- | ------------------------------------------------------------ | --- | --------------------- | ---------- |
| Bild gesucht BW                                     | Gesamtanlage Friedhof mit Grabstätte der Familie Buderus (Hirzenhain) | Lage                                                         | Bemerkenswertes Familiengrab der Besitzer der Gießhütte, angelegt Mitte 19. Jh. Interessante, gusseiserne Umzäunung in neogotischem Maßwerk, Portal, gusseiserne Abschlußpfosten. Einzelne Grabdenkmäler von künstlerischer Bedeutung: Grabmal von Rudolf Buderus.                                                  | Mitte 19. Jahrhundert | 2713 DDB   |
| Bild gesucht BW                                     | Freistehende Villa mit Park (Hirzenhain)                              | Am Wannberg 4+8 LageFlur: 1, Flurstück: 42/1                 | Freistehende Villa mit Park. Klassizistischer Baukörper mit polygonalem Mittelrisalit. |                       | 2715 DDB   |
| Klosterkeller (Hirzenhain)                          | Klosterkeller (Hirzenhain)                                            | An der Klostermauer 8 LageFlur: 1, Flurstück: 279/4          | Große, verschachtelte historisierende Anlage, teilweise auf alten Klostermauern. Imponierend durch die massierte Verwendung von Basaltbruchstein. | um 1920               | 2727 DDB   |
| Bild gesucht BW                                     | Hüttenwerk Buderus (Hirzenhain)                                       | Buderuspark 1 Lage                                           | Seit 1375 Waldschmiede; seit Mitte des 15. Jhs. bestanden ein Bergwerk und eine Eisenhütte unter den Grafen von Stolberg. |                       | 404506 DDB |
| Bild gesucht BW                                     | Verwaltungsbau Hüttenwerk (Hirzenhain)                                | Buderuspark 2 LageFlur: 1, Flurstück: 96/24                  | An der Südostecke des Werksgeländes gelegen. Zweigeschossig in roh schariertem Haustein mit durch Überhöhung und Balkons betonter, im Straßenbild wirksamer Ecke; umlaufender Basaltklötzchenfries an der Traufe. An der Rückseite Biforienfenster. Erbaut 1847 mit feinen historisierenden Details.                | 1847                  |            |
| Bild gesucht BW                                     | Große Werkhalle Hüttenwerk (Hirzenhain)                               | Buderuspark 4 LageFlur: 1, Flurstück: 96/38                  | Funktionalistischer Baukörper mit starker Betonung der Vertikalen durch Ziegellisenen, hinter denen die Fenster zurücktreten. Expressionistische Details an Hauptgesims und durchlaufender Gaube. Entstanden um 1925 stellt die Halle das bedeutendste Beispiel für den funktionalistischen Fabrikbau im Kreis dar. | um 1925               |            |
| Bild gesucht BW                                     | Villa                                                                 | Buderusstraße 4/8 LageFlur: 1, Flurstück: 42/11, 42/14       | | um 1870               | 2714 DDB   |
| Bild gesucht BW                                     | Ehrensäule                                                            | Karl-Birx-Straße LageFlur: 2, Flurstück: 31/2                | Gefallenendenkmal WK I |                       | 2716 DDB   |
| Ehemaliges Augustinerkloster St. Maria (Hirzenhain) | Ehemaliges Augustinerkloster St. Maria (Hirzenhain)                   | Karl-Birx-Straße 1a LageFlur: 1, Flurstück: 210/4            | Seit der zweiten Hälfte des 14. Jhs. Wallfahrten hierher belegt. 1439–1534 Augustinerkloster. |                       | 2716 DDB   |
| Bild gesucht BW                                     | Fabrikhalle (Hirzenhain)                                              | Karl Birx-Straße 2a LageFlur: 1, Flurstück:                  | Große zweigeschossige Fabrikhalle, Erdgeschoß in Ziegelbauweise, die beiden Obergeschosse in konstruktivem Fachwerk mit großen stehenden Andreaskreuzen und zackenartigen Fensterabschlüssen. Um 1870 entstandener Bau mit seltener, neue Wege gehender Fachwerkfiguration.                                         | um 1870               | 2717 DDB   |
| Spätbarockes Fachwerkhaus (Hirzenhain)              | Spätbarockes Fachwerkhaus (Hirzenhain)                                | Karl Birx-Straße 5 LageFlur: 1, Flurstück: 213/17            | Großvolumiges, spätbarockes Fachwerkhaus über Bruchsteinsockel, weit in den Straßenraum hineinragend und etwas über die Ecke verschoben. Die Fenstergewände im EG in Haustein, ebenso die Ecken; im OG regelmäßiges, konstruktives Fachwerk. Erbaut Mitte des 18. Jh. wohl auf älteren Resten.                      | Mitte 18. Jahrhundert | 2723 DDB   |
| Bild gesucht BW                                     | Wohnhaus                                                              | Karl Birx-Straße 6/6a LageFlur: 1, Flurstück: 170/23, 170/26 | |                       | 2722 DDB   |
| Bild gesucht BW                                     | Rathaus (Hirzenhain)                                                  | Karl Birx-Straße 30 LageFlur: 1, Flurstück: 43/33            | Neobarockes Gebäude, das vom Tal aus als Blickpunkt wirkt. Symmetrischer Doppeleingang mit zweiläufiger Treppe. Die Eingänge überdacht auf fein gearbeiteten Holzstützen. |                       | 2724 DDB   |
| Bild gesucht BW                                     | Barockes Wohnhaus (Hirzenhain)                                        | Lißberger Straße 5 LageFlur: 1, Flurstück: 24/1              | Wohlproportioniertes, barockes Wohnhaus, sehr ähnlich dem Haus Lißberger Straße 27. Ebenfalls um 1800 mit geschoßhohen Streben, verschalter Balkenlage und fein profilierter Schwelle. | um 1800               | 2725 DDB   |
| Bild gesucht BW                                     | Kubischer, spätbarocker Fachwerkbau (Hirzenhain)                      | Lißberger Straße 27 LageFlur: 1, Flurstück: 1/1              | Kubischer, spätbarocker Fachwerkbau. Erdgeschoß und Obergeschoß in symmetrisch gestaltetem Fachwerk in reduzierten, dünnen Formen aus der Zeit um 1800. | um 1800               | 2726 DDB   |
| Bild gesucht BW                                     | Arbeiterwaschhaus (Hirzenhain)                                        | Nidderstraße 2 LageFlur: 1, Flurstück: 96/18                 | Kapellenartiges Gebäude mit dem Giebel zur Durchgangsstraße, künstlerisch bedeutende historisierende Formen mit Jugendstilanklängen, ausgefallener Bauornamentik. Aufwendiges Portal, vorkragende Vorhalle. Der Bau ist ein herausragendes Beispiel für die Arbeitshygiene der Zeit um 1900.                        | um 1900               | 2719 DDB   |
| Bild gesucht BW                                     | Fachwerkhaus                                                          | Wilhelm-Leuschner-Straße 10 LageFlur: 1, Flurstück: 163/2    | | um 1775               | 195990 DDB |

## Merkenfritz
| Bild            | Bezeichnung                    | Lage                                       | Beschreibung | Bauzeit | Objekt-Nr. |
| --------------- | ------------------------------ | ------------------------------------------ | --- | ------- | ---------- |
| Bild gesucht BW |                                | Mühlstraße 8 LageFlur: 1, Flurstück: 45/5  | Wird in denkxweb nicht als Einzeldenkmal geführt |         |            |
| Bild gesucht BW | Mühlgrabenbrücke (Merkenfritz) | Ortsstraße LageFlur: 1, Flurstück: 262     | Steinerne, dreibogige Brücke über den Mühlgraben. Einfache Konstruktion in Sandstein, leicht scharriert, mit zwei Pfeilern im Bachbett. Die Führung dreibogig mit Stichbogen; Haustein mit Abdeckplatten.                                                  |         | 2735 DDB   |
| Bild gesucht BW | Henkelsmühle (Merkenfritz)     | Mühlenweg 10 LageFlur: 9, Flurstück: 168/1 | Traufständiger, verputzter Fachwerkbau, zweigeschossig mit zentralem Zwerchhaus. Volumen und Proportionen des Wohnhauses gehen zusammen mit einer lokalen Überlieferung, die 1680 als Baudatum angibt. Unter Putz gutes barockes Zierfachwerk zu erwarten. | um 1680 | 2736 DDB   |